# (100044) 1991 TX
(100044) 1991 TX es un asteroide perteneciente al cinturón de asteroides, descubierto el 1 de octubre de 1991 por Robert H. McNaught desde el Observatorio de Siding Spring, Nueva Gales del Sur, Australia.